# Municipio de Aetna (Minnesota)
El municipio de Aetna (en inglés: Aetna Township) es un municipio ubicado en el condado de Pipestone en el estado estadounidense de Minnesota. En el año 2010 tenía una población de 194 habitantes y una densidad poblacional de 2,12 personas por km².

## Geografía
El municipio de Aetna se encuentra ubicado en las coordenadas 44°8′51″N 96°8′8″O / 44.14750, -96.13556. Según la Oficina del Censo de los Estados Unidos, el municipio tiene una superficie total de 91.38 km², de la cual 91,25 km² corresponden a tierra firme y (0,14 %) 0,13 km² es agua.

## Demografía
Según el censo de 2010, había 194 personas residiendo en el municipio de Aetna. La densidad de población era de 2,12 hab./km². De los 194 habitantes, el municipio de Aetna estaba compuesto por el 93,81 % blancos, el 3,09 % eran de otras razas y el 3,09 % eran de una mezcla de razas. Del total de la población el 5,67 % eran hispanos o latinos de cualquier raza.